# Champs Élysées (trein)
De Champs Élysées was een internationale TGV tussen Parijs en Lausanne. De naam verwijst naar de laan in Parijs met dezelfde naam.

## TGV
Op 22 januari 1984 werd de TGV verbinding tussen Parijs en Lausanne in gebruik genomen. De TGV verving de TEE Cisalpin tussen Lausanne en Parijs, bovendien reed de TGV viermaal per dag per richting in plaats van eenmaal per dag zoals de TEE. De TGV's kregen, net als de TEE treinen, een naam. De Champs Élysées was een van de drie extra slagen die werd ingevoerd. In Frasne werd door de TGV-Cisalpin en de TGV-Champs Élysées extra gestopt voor een aansluiting op een D-trein met dezelfde naam, waarmee de reizigers van en naar Bern aansluiting hadden op de TGV. Deze D-trein werd tot 30 mei 1987 gereden met meersysteemtreinstellen van SBB die vroeger de TEE Cisalpin reden.

## EuroCity
Op 31 mei 1987 ging het EuroCity net van start en de Franse spoorwegen besloten de internationale TGV's als EuroCity te laten rijden. De Champs Élysées was dan ook een van de treinen waarmee het Eurocity van start ging. Op 17 mei 2003 zijn de namen van de EuroCity's tussen Frankrijk en Zwitserland vervallen en is de exploitatie naamloos voortgezet.